# برج آذربایجان
برج آذربایجان آسمانخراشی است که قرار بود در جزایر مصنوعی خزر در ۲۵ کیلومتری جنوب غربی شهر باکو ساخته شود‌. این آسمانخراش پس از تکمیل در سال ۲۰۲۴ بلندترین اسمانخراش جهان میشد. اما ساخت این برج به دلیل مشکلات مالی لغو گشت و هرگز هیچگونه عملیات عمرانی برای ساختن این برج انجام نگرفت‌.